# Príncipe Ouro Negro
Januário Joaquim Mujinga (Huambo, 10 de Outubro de 1988), também conhecido como Príncipe Ouro Negro, e Rei do Kuduro, é um humorista e músico kudurista angolano. O artista também ficou conhecido no Brasil por conta de seus vídeos humorísticos e seu jeito peculiar de falar, e foi eleito uma das 100 personalidades mais influentes da lusofonia pelo portal BANTUMEN em 2022. É parte do grupo Namayer em conjunto com Presidente Gasolina.

## Biografia
Januário Joaquim Mujinga é filho de Maria José Paixão e de Moniz Elina, nascido no Huambo a 10 de Outubro de 1988. Logo deixou sua cidade natal por causa da guerra civil. Se mudou inicialmente com seu tio paterno para Menongue, e posteriormente, para Luanda. Passou a morar com seus tios no bairro Cassenda no distrito de Maianga, onde viveu por poucos meses antes de se mudar para o Rocha Pinto.
Em 1998 iniciou-se na música, gravando covers de músicos kuduristas como Tony Amado, e Sebem de Viana. Sua carreira musical não agradava à sua família, que inicialmente o proibia de comparecer às festas e eventos em que deveria atuar. Príncipe Ouro Negro frequentou a escola São José, no Morro Bento, onde conheceu Jeremias Manuel Afonso Francisco, o Presidente Gasolina. Ambos já faziam sucesso no colégio com suas músicas, e decidiram se juntar, formando então os Namayer.

### Namayer
Inicialmente, a dupla passou a se intitular como “Banda na Maior”. Sua primeira participação na televisão foi em 2007, quando foram convidados para aparecer no programa Janela Aberta, da Televisão Pública de Angola (TPA). Na ocasião, apresentaram uma canção em homenagem à Selecção Angolana de basquetebol, campeã africana no mesmo ano, quando a competição fora realizada em Luanda.
No ano de 2012 foram convidados a substituir Sebem de Viana na apresentação do programa Sempre a Subir. Príncipe Ouro Negro e Presidente Gasolina se destacaram na apresentação do programa devido à sua irreverência, visual excêntrico com roupas e cortes de cabelo extravagantes e o seu jeito próprio de falar, pelo qual são conhecidos até hoje. O sucesso do programa foi uma das razões para o ressurgimento da popularidade do Kuduro no país. Os Namayer foram, inclusive, convidados a fazer shows em Portugal e França.
Em 2013, os Namayer participaram do programa Esquenta! ao lado de outros nomes do Kuduro como Cabo Snoop e Titica. Também apareceram na série brasileira Mister Brau.

## Discografia

### Extended plays(EPs)
| Álbum                        | Detalhes                                                                                              |
| ---------------------------- | --- |
| Agora acredistas no malusco? | - Lançado: 14 de Outubro de 2021 - Formato: Download Digital e Streaming - Gravadora: Kiame Produções |